# Наливайчук, Дмитрий Михайлович
Дми́трий Миха́йлович Наливайчу́к (19 июля 1953 — 4 февраля 2016) — советский и украинский актёр кино.

## Биография
Родился в селе Семаковцы (Коломыйский район), Ивано-Франковская области. В 1975 году окончил Киевский государственный институт театрального искусства имени И. К. Карпенко-Карого. Работал на Киевской киностудии имени А.Довженко. Член Национального союза кинематографистов Украины. В 2004 году принимал участие в «оранжевой революции» на Украине.

## Признание и награды
1983 — Диплом за дебют в кино (фильм «Водоворот») — МКФ «Молодость» в Киеве (1983)

## Роли в кино
- 1981 — Женщины шутят всерьёз — старший брат Жени
- 1981 — Колесо истории — Голота
- 1981 — Ожидание полковника Шалыгина
- 1983 — Водоворот — Денис
- 1983 — Чёрный замок Ольшанский
- 1985 — Женихи (укр. Женихи) — лесоруб
- 1985 — Кармелюк
- 1987 — За порогом победы
- 1987 — Государственная граница. За порогом победы
- 1989 — Сероманец — охотник
- 1990 — Ай лав ю, Петрович
- 1990 — Война на западном направлении
- 1990 — Небылицы про Ивана
- 1990 — Я объявляю вам войну
- 1991 — Господня рыба
- 1991 — Изгой
- 1991 — Миленький ты мой…
- 1993 — Стамбульский транзит
- 1994 — Выкуп
- 1995-1996 — Остров любви — «Киценька»
- 2000 — Мойщики автомобилей
- 2003 — Сель